# Márcio Richardes
Marcio Richardes de Andrade (Andradina, 30 novembre 1981) è un ex calciatore brasiliano, di ruolo centrocampista.